# Это не Леди Гага
«Это не Леди Гага» (англ. This Ain't Lady Gaga XXX Parody) — американская порнопародия на американскую певицу Леди Гагу, выпущенная в 2011 году студией Hustler Video. Фильм снят, смонтирован и срежиссирован Акселем Брауном.

## Сюжет
Леди Гага сексуально выражает себя, снимая музыкальные клипы, давая интервью в ток-шоу и получая музыкальную премию.

## В ролях
- Хелли Мэй Хеллфайр в роли Леди Гаги
- Рианна Раймс в роли Бейонсе
- Обри Аддамс в роли Мадонны
- Скотт Лайонс в роли Ларри Кинга
- Рэйлин в роли Сары Пэйлин
- Ти Рил в роли Канье Уэста
- Марко Бандерас в роли охранника
- Марко Ривьера в роли охранника
- Рон Джереми в роли самого себя

## Список сцен
Всего в фильме 4 сцены:
1. Хелли Мэй Хеллфайр и Рианна Раймс
2. Хелли Мэй Хеллфайр и Скотт Лайонс
3. Хелли Мэй Хеллфайр и Рон Джереми
4. Обри Аддамс, Хелли Мэй Хеллфайр, Марко Бандерас и Марко Ривера

## Производство
13 июля 2011 года кинокомпания Hustler Video анонсировала выпуск порнопародии об американской певице Леди Гаге. Дрю Розенфельд креативный директор Hustler Video объяснил, что сделать порнопародию подтолкнула две награды в категориях «лучший музыкальный саундтрек» и «лучшая оригинальная песня», написанные для порнопародии на телесериал «Хор». 21 июля 2011 года был выпущен эксклюзивный двухминутный трейлер на сайте AVN, пародирующий трек и клип на песню «Telephone», а также интервью с Ларри Кингом и многое другое. Фильм был выпущен 26 июля 2011 года.

## Отзывы
Черри Гонуэлас из Rancho Carne отметил, что постановочные ситуации выглядят «забавно», грим актёров «достоин номинации», секс «хороший, но не отличный». В конце своей рецензии назвал фильм «достойным» для проката.
Сайт VideoTrump назвал сюжет в фильме «остроумным»,  похвалив Акселя Брауна как сценариста.

## Номинации
| Год  | Награда    | Категория                               | Номинант                 | Результат | Примечания |
| ---- | ---------- | --------------------------------------- | ------------------------ | --------- | ---------- |
| 2012 | AVN Award  | Лучшая актриса                          | Хелли Мэй Хеллфайр       | Номинация | [ 9 ]      |
| 2012 | AVN Award  | Лучший макияж                           | 2-Ply                    | Номинация | [ 9 ]      |
| 2012 | AVN Award  | Лучший музыкальный саундтрек            | This Ain't Lady Gaga XXX | Номинация | [ 9 ]      |
| 2012 | AVN Award  | Лучшая оригинальная песня               | I'm in porn today        | Номинация | [ 9 ]      |
| 2012 | AVN Award  | Лучшая оригинальная песня               | Telefuck                 | Номинация | [ 9 ]      |
| 2012 | AVN Award  | Лучший сценарий - пародия               | Аксель Браун и Айк Стейн | Номинация | [ 9 ]      |
| 2012 | XBIZ Award | Пародийный релиз года - Комедия         | This Ain't Lady Gaga XXX | Номинация | [ 10 ]     |
| 2012 | XBIZ Award | Актерский спектакль года - Женская роль | Хелли Мэй Хеллфайр       | Номинация | [ 10 ]     |